# No Fun at All
No Fun at All, souvent abrégé NFAA, est un groupe de skate punk suédois, originaire de Skinnskatteberg. Leur discographie comprend sept albums et cinq EP. Le groupe cesse ses activités en 2001, puis reprend en 2004. Ils se séparent à nouveau en 2012, avant de se reformer l'année suivante. Depuis, le groupe continue de tourner régulièrement à travers l'Europe.

## Biographie

### Origines (1991–1992)
No Fun at All est formé à l'été 1991 à Skinnskatteberg, et comprend Mikael Danielsson (guitare), Jimmie Olsson (chant, batterie) et Henrik Sunvisson (basse). Le nom du groupe s'inspire du titre d'une chanson des Sex Pistols, No Fun, mêlé au nom du groupe Sick of It All. Le groupe enregistre sa première démo, Touchdown. Elle sera par la suite incluse dans la compilation Signed for Life.

### Débuts (1993–2001)
Bien qu'il ne se soit pas formé sur le long terme, le groupe attire quand même l'intérêt du label Burning Heart Records, auquel il signe en 1993, et publie un premier EP, intitulé Vision. L'album comprend neuf titres, de dix-sept minutes au total. L'album est d'abord pressé à 1 000 exemplaires, et bien venu. Il est de nouveau pressé, et vendu au total à 25 000 exemplaires
Après ses débuts, le chanteur et batteur du groupe, Jimmie Olsson, part pour se concentrer sur son autre groupe, Sober. Il contribuera cependant aux chœurs jusqu'à l'album Low Rider (2008). Il est remplacé par Ingemar Jansson au chant, et à la batterie par Kjell Ramstedt. Le groupe est rejoint par un autre guitariste, Krister Johansson. Avec cette nouvelle formation, le groupe enregistre et publie son nouvel album chez Burning Heart Records en juin 1994. L'album est produit par Pelle Saether, qui suivra le groupe pendant une longue période. La même année, le groupe contribue avec la chanson Don't Be a Pansy à l'album Rock Around the Clock.
L'année suivante, en 1995, sort deux EP, Stranded et In a Rhyme. Stranded comprend deux chansons reprises de Circle Jerks, Coffin Break et des Dead Kennedys. Les titres des deux EP sont plus tard inclus sur le deuxième album studio du groupe, Out of Bounds, publié en octobre. La même année, le groupe contribue à la compilation Cheap Shots Vol. 1 avec notamment la reprise de Alcohol des Gang Green. Après, en 1996, ils participent à quelques compilations, comme Cheap Shots Vol. 2, et publient un nouvel EP en juin 1997, And Now for Something Completely Different, qui comprend quelques reprises d'Elvis Costello, Hard-Ons, Magazine et The Misfits. Leur troisième album studio du groupe The Big Knockover est publié, et comprend le single Should Have Known. Le groupe participe la même année à la compilation Cheap Shots Vol. 3. Sortent ensuite la compilation Throw It In et l'EP Going Steady, publiés en 1997 et 1998, respectivement. Le premier est seulement publié en Australie. Le bassiste Henrik Sunvisson quitte le groupe, ce qui mène l'ancien guitariste Mikael Danielsson à reprendre la basse. Stefan Neuman, anciennement du groupe Tribulation, vient prêter main-forte à la guitare. Puis ils sortent l'album live Live in Tokyo.
En avril 2000 sort l'album State of Flow. Le 10 janvier 2001, Burning Heart Records annonce la séparation du groupe.

### Retour (depuis 2004)

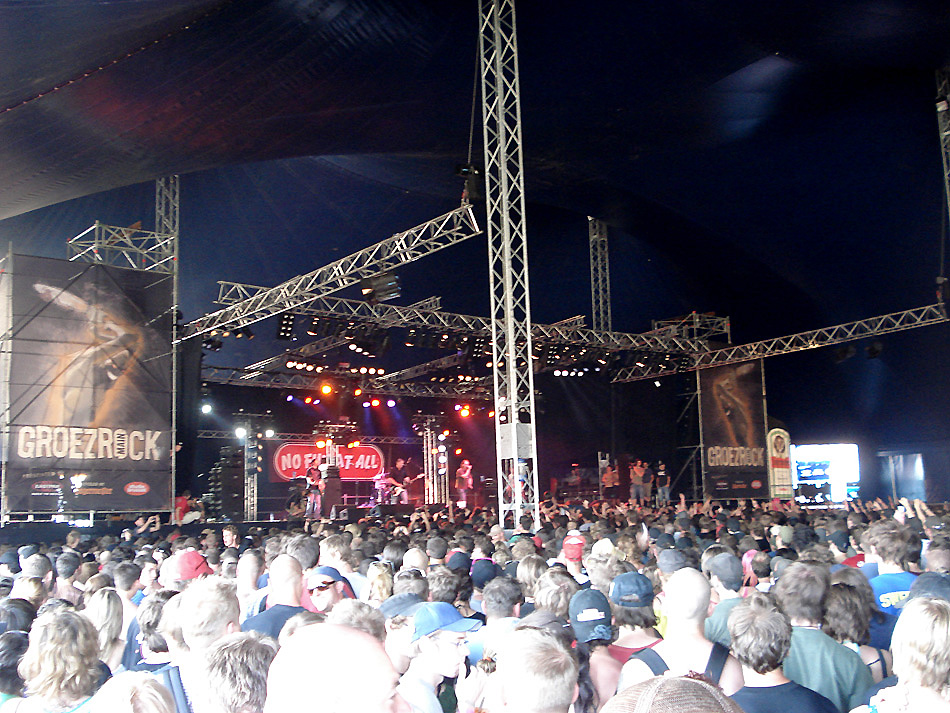
NFAA au Groezrock en Belgique en 2008.

Le groupe se réunit le 23 avril 2004 pour un concert à Sandviken. Le samedi 25 février 2006, le groupe se réunit une fois de plus au festival Augustibuller. Ils joueront en 2008 en Suisse et en Belgique.
En 2015, le groupe joue à l'Amnesia Rockfest. En avril 2017, le groupe annonce l'arrivée de Fredrik Eriksson (Twopointeight) et de Stefan Bratt (Atlas Losing Grip). Cette annonce est faite peu après le départ du guitariste Christer Mähl et du bassiste Steven Neuman. Ils annoncent aussi l'enregistrement de nouvelles chansons, pour la première fois depuis leur album Low Rider.
En 2018 sort un nouvel album intitulé Grit.
Au Brakrock Ecofest 2022, une polémique éclate : Ingemar aurait agressé une technicienne de Sick Of It All, groupe jouant sur la même scène juste après. Le groupe dément, indiquant que ce n'est qu'un malentendu et qu'Ingemar l'aurait uniquement poussée, pensant qu'elle touchait à ses affaires. À la suite de cette altercation, No Fun At All annule le reste de sa tournée, et les deux groupes restent en froid.

## Membres

### Membres actuels
- Kjell Ramstedt - batterie
- Ingemar Jansson - chant
- Mikael Danielsson - guitare
- Fredrik Eriksson - guitare
- Stefan Bratt - basse

### Anciens membres
- Christer Mähl - guitare
- Stefan Neuman - basse

## Discographie

### Albums studio
- 1994 : No Straight Angles
- 1995 : Out of Bounds
- 1997 : The Big Knockover
- 1998 : EP's Going Steady
- 2000 : State of Flow
- 2008 : Low Rider
- 2018 : Grit
- 2022 : Seventh Wave

### EP
- 1993 : Vision
- 1995 : Stranded
- 1995 : In a Rhyme
- 1997 : Should Have Known
- 1998 : Live in Tokyo

### Compilation
- 2002 : Master Celebrations